# Вороново (Мошковський район)
Вороново (рос. Вороново) — присілок у Мошковському районі Новосибірської області Російської Федерації.
Входить до складу муніципального утворення Балтінська сільрада. Населення становить 233 особи (2010).

## Історія
Згідно із законом від 2 червня 2004 року органом місцевого самоврядування є Балтінська сільрада.

## Населення
| 2002 | 2007 | 2010 |
| ---- | ---- | ---- |
| 256  | ↘250 | ↘233 |